# Sóc Đăng
Sóc Đăng là một xã thuộc huyện Đoan Hùng, tỉnh Phú Thọ, Việt Nam.
Xã Sóc Đăng có diện tích 6,54 km², dân số năm 1999 là 2684 người, mật độ dân số đạt 410 người/km².